# Igreja Presbiteriana Avivada Para as Nações
A Igreja Presbiteriana Avivada Para nas Nações (IPAN) é uma denominação pentecostal, fundada em 1998, em Guarulhos, São Paulo, pelo bispo Eliseu Ribeiro da Silva.
A denominação ficou conhecida em 2014 pelas acusações de envolvimento com empresas fantasmas e lavagem de dinheiro.
Além disso, é conhecida pelo seu envolvimento político em Guarulhos e suas obras sociais.